# Shlomo Sand
Pour les articles homonymes, voir Sand.
Shlomo Sand, né le 10 septembre 1946 à Linz en Autriche est un historien israélien spécialisé dans l'histoire contemporaine. Il est professeur à l'université de Tel Aviv depuis 1985 et fait partie des nouveaux historiens israéliens.
Sand est un homme de gauche qui milite pour qu'Israël devienne « un État démocratique, de tous les Israéliens, et non plus seulement de tous les juifs ». Il est devenu mondialement célèbre grâce à son livre polémique Comment le peuple juif fut inventé, où il défend la thèse selon laquelle le terme moderne de peuple nécessite l'existence de pratiques laïques communes et ne peut pas s'appliquer aux Juifs. Shlomo Sand remet en cause les mythes historiques fondateurs des nationalismes, et souhaite « dénationaliser les histoires nationales ». Dans le cas du « roman national » forgé dans le cadre du sionisme, il met en doute l'existence de l'Exil fondateur de l'an 70. Il affirme au contraire que la dissémination des juifs dans le monde s'est effectuée progressivement, et par vague de conversions, et il critique la présentation de l'ensemble des Juifs comme formant un peuple voire une nation, conception qu'il considère comme un mythe nationaliste. Il rédige ensuite un ouvrage critique du sionisme, puis un livre où il affirme sa rupture avec l'identité juive.

## Biographie
Shlomo Sand naît au sein d'une famille yiddishophone, et a a passé les deux premières années de sa vie dans des camps de réfugiés juifs polonais, en Allemagne. Il a grandi en Israël où ses parents ont émigré.
Après l'expérience traumatisante de la guerre des Six Jours (1967) à laquelle il a participé comme simple soldat, il a milité dans l'extrême gauche israélienne favorable à un projet de formation de deux Républiques (israélienne et palestinienne) dans une perspective confédérationnelle.
Il a ensuite quitté l'Union de la Jeunesse Communiste Israélienne (Banki), pour rejoindre le mouvement plus radical et antisioniste, Matzpen en 1968, et y est resté jusqu'en 1970.
Au milieu des années 1970, il a poursuivi ses études universitaires à Paris (France) où il a soutenu, sous la direction de Madeleine Rebérioux, une maîtrise sur Jean Jaurès et une thèse sur Georges Sorel qu'il a rédigée et soutenue en français. Il a relancé en France les études soréliennes en y organisant le premier colloque sur Sorel, en 1982, et en cofondant en 1983 les Cahiers Georges Sorel, devenus ensuite Mil neuf cent : revue d'histoire intellectuelle.
Retourné en Israël, il s'est intéressé à l'histoire du cinéma, à l'histoire des intellectuels et, plus récemment, à l'histoire du peuple juif.
Sand a affirmé en 2013 avoir décidé d'« arrêter d'être juif ». Tout en se sentant israélien, il souhaite qu'Israël devienne une République, c'est-à-dire l'État de tous ses citoyens, et non l'État de tous les Juifs du monde,,. Ces prises de positions lui ont amené la critique d'une partie du monde juif, et Moshe Sluhovsky, professeur de l'université hébraïque de Jérusalem, a affirmé que Sand avait « également cessé d'être historien ».

## Thèse sur le «peuple juif»
En 2008, Shlomo Sand a publié Comment le peuple juif fut inventé, une étude et entreprise de déconstruction critique du récit national israélien produit par le mouvement sioniste, en particulier par le sionisme révisionniste. Il y défend après d'autres l'idée que cette construction s'est appuyée sur un récit fondateur mythique, faisant des populations juives un peuple uni par une même origine et possédant une histoire nationale commune, remontant à la terre d'Israël. Sand n'est pas le premier à  contester la réalité de cette origine commune mettant en avant l'importance des conversions au judaïsme dans la constitution des populations de confession juive. D'autre part, pour lui, jusqu'à l'avènement du sionisme, ces populations ne se définissaient qu'à travers leur appartenance religieuse en commun et ne se percevaient donc pas comme un peuple. L'ouvrage de Sand procède à une étude de la formation de ce récit national, à travers une historiographie critique des travaux d'historiens et d'hommes politiques, ayant vécu aux XIXe et XXe siècles.
L'ouvrage, qui s'inscrit dans le sillage des chercheurs postsionistes, a suscité débats et controverses, y compris chez les historiens du peuple juif,. Ceux-ci considèrent que son propos s'appuie partiellement sur le mythe de l'origine khazare des Ashkénazes par conversion. Comme de nombreux historiens, Marina Faerman estime que « l'apport génétique extérieur de populations d'Europe de l'Est est possible chez les Ashkénazes, mais [qu'] aucune preuve de la contribution d'un hypothétique apport khazar n'a été montrée ». Certains des contradicteurs de Shlomo Sand lui opposent des études génétiques qui démontreraient « une ascendance génétique commune moyen-orientale » de toutes les populations juives,,,. D'autres études établissent cependant que les populations juives d'Europe sont partiellement (entre 7 et 30 %,,) proches génétiquement des populations au sein desquelles elles vivaient en Europe.
En France, la publication de la traduction de l'ouvrage s'est d'abord heurtée au silence. Ainsi, comme mentionné par l'auteur lui-même dans la préface de l'édition de poche 2010 chez Champs/Essais : «… alors même que la grande presse parisienne (Le Monde, Le Figaro, Libération…) ne lui a pas consacré le moindre compte rendu… », il a fini par rencontrer son public, notamment en Israël et en France, et obtenu dans ce dernier pays le Prix Aujourd'hui 2009, prix littéraire qui récompense un ouvrage politique ou historique sur la période contemporaine.
En mars 2013, il a fait paraître un nouvel ouvrage, Comment j’ai cessé d’être juif, dont il résume ainsi le thème : « Supportant mal que les lois israéliennes m’imposent l’appartenance à une ethnie fictive, supportant encore plus mal d’apparaître auprès du reste du monde comme membre d’un club d’élus, je souhaite démissionner et cesser de me considérer comme juif. » Cet ouvrage a suscité en réponse un ouvrage de Claude Klein, Peut-on cesser d'être juif ?.
Ses ouvrages, majoritairement rédigés en hébreu, ont été traduits dans de nombreuses langues.

## Arguments pour la création d'un État binational israélo-palestinien
Après avoir longuement milité pour l'établissement d'un État palestinien à côté d'Israël, Shlomo Sand a publié en 2024 Deux peuples pour un État ? Relire l’histoire du sionisme, livre mettant en avant l'existence, aux marges de l'histoire du mouvement sioniste, de discours prônant la création d'un État binational israélo-palestinien. Après avoir parfois défendu la possibilité de l'existence de deux États, Shlomo Sand considère dorénavant que cette solution est mise en danger, voire rendue caduque par la politique d'annexion et de colonisation des territoires palestiniens menée par Israël. Dans ce contexte, il défend donc la mise en place, dans le cadre d'un État fédéral, de structures reconnaissant les droits nationaux des peuples israélien et palestinien. Il déclare alors : « Je ne suis pas ‘pour’ un État binational mais on n’a pas d’autre solution ».

## Critiques
Le travail fourni par Shlomo Sand à propos de sa thèse sur le « peuple juif » n'est pas sans critique. Des historiens comme Maurice-Ruben Hayoun ou Mireille Hadas-Lebel viennent nuancer, voire contester les propos tenus par Shlomo Sand. Ces derniers décèlent même un certain parti pris dans les arguments, chose qui est reconnue par Shlomo Sand lui-même,.

## Publications

### Ouvrages
- L'Illusion du politique. Georges Sorel et le débat intellectuel 1900, Paris, La Découverte, 1984 (ISBN 2-7071-1518-5)[29].
- L’Intellectuel, la vérité et le pouvoir, Tel Aviv, Am Oved, 2000 (en hébreu (ISBN 965-13-1439-7)).
- Le XXe siècle à l'écran (trad. Yaël Shneerson, Michel Bilis, préf. Michel Ciment), Paris, Seuil, 2004 (ISBN 2-02-056916-7)[30].
- L’Historien, le temps et l’imagination, Tel Aviv, Am Oved, 2004 (en hébreu (ISBN 965-1317337)).
- Les Mots et la terre, Paris, Fayard, 2006 (ISBN 2-213-62903-X).
- Comment le peuple juif fut inventé, Paris, Fayard, 2008 (ISBN 978-2-213-63778-5)[31],[14],[32],[33],[34].
- De la nation et du peuple juif chez Renan, Paris, LLL, les Liens qui libèrent, 2009, 123 p. (ISBN 978-2-9185-9703-2)[35].
- avec Avi Shlaïm et Derek Penslar : Israël face à son passé, Paris, Arkhê, 2010, 186 p. (ISBN 978-2918682059).
- Comment la terre d'Israël fut inventée, Paris, Flammarion, 2012 (ISBN 978-2-0812-7846-2)[36].
- Comment j'ai cessé d'être juif, Paris, Flammarion, 2013 (ISBN 978-2-0812-7836-3)[37].
- Crépuscule de l'Histoire, Paris, Flammarion, 2015 (ISBN 978-2-0813-1011-7).
- La Fin de l'intellectuel français ? De Zola à Houellebecq, Paris, La Découverte, 2016 (ISBN 978-2-7071-8939-4)[38],[39].
- La mort du Khazar rouge (roman), Paris, Le Seuil, 2019 (ISBN 978-2021414011).
- Une race imaginaire – Courte histoire de la judéophobie, Paris (Seuil), 2020, 173 pages (ISBN 978-2-02-145336-2).
- Une brève histoire mondiale de la gauche, La Découverte, 2022, 307 pages (ISBN 978-2348072277)[40].
- Deux peuples pour un État ? Relire l’histoire du sionisme, Seuil, 2024 (ISBN 9782021541663).

### Direction d'ouvrages
- avec Jacques Julliard : Georges Sorel en son temps. Actes du colloque international, 13-15 mai 1982, Paris, Seuil, 1985, 478 p. (ISBN 2-02-0089785)[41].

### Articles
- « Israël : notre part de mensonge », Le Monde,‎ 5 janvier 2002 (lire en ligne ).
- « Postsionisme : un bilan provisoire. À propos des historiens « agréés » et « non agréés » en Israël », Annales. Histoire, Sciences sociales, no 1,‎ 2004, p. 143-160 (lire en ligne ).
- « Comment fut inventé le peuple juif », Le Monde diplomatique,‎ août 2008 (lire en ligne).